# Heli Koivula
Heli Koivula (Finlandia, 27 de junio de 1975) es una atleta finlandesa retirada especializada en la prueba de triple salto, en la que ha conseguido ser subcampeona europea en 2002.

## Carrera deportiva
En el Campeonato Europeo de Atletismo de 2002 ganó la medalla de plata en el triple salto, llegando hasta los 14.83 metros, siendo superada por la británica Ashia Hansen (oro con 15.00 metros) y por delante de la rusa Yelena Oleynikova (bronce con 14.54 metros).